# Steze slave
Steze slave, izvirno Paths of Glory, so ameriški protivojni film iz leta 1957, ki ga je režiral Stanley Kubrick. Film so posneli po istoimenskem romanu Humphreyja Cobba. Zgodba se dogaja v času prve svetovne vojne in prikazuje francoskega polkovnika, ki ne izpolni v celoti ukaza za samomorilski napad na nemške položaje. Za kazen izberejo iz regimenta tri vojake in jih postavijo pred vojaško sodišče pod obtožnico nepokorščine in grožnjo smrtne kazni. Glavno vlogo polkovnika Daxa – ta na sojenju brani obtožence – je odigral Kirk Douglas.

## Ozadje
Ker Cobbova knjiga ob dokončanju ni imela naslova, so pri založbi priredili natečaj. Zmagovalca natečaja in naslov knjige, Steze slave, so vzeli iz devete kitice slavne pesmi angleškega pesnika Thomasa Graya Elegy Written in a Country Churchyard.
Vsebina romana naj bi domnevno slonela na aferi Souain, resnični zgodbi štirih francoskih vojakov pod vodstvom generala Gérauda Réveilhaca, ki so jih med prvo svetovno vojno usmrtili zaradi upora. Ponoven vpogled v primer so zahtevale družine pokojnih vojakov in revizorji so njihove usmrtitve označili za nepoštene. Dve od družin sta tako v nadomestilo prejeli po en frank, medtem ko drugi dve družini nista prejeli ničesar.
Roman govori o usmrtitvi nedolžnih mož z namenom okrepitve bojne morale preostalih vojakov. Francoska vojska je med vojno izvajala usmrtitve zaradi strahopetnosti, kot tudi vse ostale glavne sile prve svetovne vojne. Vendar, ustvarjalci so v filmu izpostavili prakso naključnega izbiranja posameznikov, ki jih nato usmrčijo kot kazen za grehe celotne skupine. Gre za podoben oziroma enak princip kot pri decimaciji, ki pa jo je francoska vojska v prvi svetovni vojni redko uporabljala.

## Razvoj
Cobbov roman je izšel leta 1935, a je doživel povprečen uspeh. Še istega leta je dramsko predelavo prispeval dramatik Sidney Howard, vendar se je gledališka različica izkazala za porazno. Cobbovo delo je tako mirovalo do leta 1957, ko se ga je Stanley Kubrick odločil predelati, saj se je spomnil, da je knjigo prebral v otroštvu. Prvi korak je naredil, ko je s partnerji od Cobbove vdove pridobil filmske pravice. Finančna odškodnina je znašala 10.000 dolarjev.
Produkcija filma je potekala izključno na Bavarskem, Nemčija, kjer so si ustvarjalci za središče snemanja izbrali Palačo Schleissheim blizu Münchna. Edino žensko vlogo v filmu, nemško pevko, je upodobila nemška igralka Christiane Harlan (na igralskem spisku je sicer v filmu zavedena kot Susanne Christian). Harlanova se je kasneje s Kubrickom poročila. Njun zakon je trajal vse do njegove smrti leta 1999.

## Vsebina
Film se prične s pripovedovalčevim uvodom o situaciji boja v jarkih prve svetovne vojne do leta 1916. Zatem se dogajanje preseli v razkošno sobano, v kateri general George Broulard (Adolphe Menjou) iz francoskega generalštaba prosi svojega podrejenega, generala Mireauja (George Macready), da bi poslal svojo divizijo v samomorilsko misijo s ciljem zavzetja dobro utrjene nemške točke imenovane Ant Hill. Mireau misijo sprva odkloni zavoljo majhnih možnosti za uspeh in nevarnosti za svoje ljube vojake. Omehča se šele, ko mu Broulard omeni možnost napredovanja, in v misijo naposled privoli. Mireau se nato poda v jarke, kjer ogovori nekaj vojakov z vprašanjem: »Si pripravljen, da ubiješ še nekaj Nemcev?« ter jim s tem dvigne moralo. Na koncu dolgega jarka prispe na svoj pravi cilj - domovanje polkovnika Daxa (Kirk Douglas). Dax načrt napada na Ant Hill odločno zavrne, saj meni, da bi napad le ošibil njegov regiment. Mireau ne popusti in Daxa prisili, da prične s pripravami na napad.
Kmalu zatem Dax odpošlje tri izvidnike, da ocenijo teren. Eden od oglednikov, poročnik Roget (Wayne Morris), na izvidnico odide pijan. Roget se sredi izvidnice, ko se je napredovanje ustavilo, odloči naprej poslat poddesetnika Lejeuna. Lejeune tako odide naprej, a se ne vrne dovolj hitro. Roget tako sprejme trenutno odločitev in proti morebitnemu položaju Lejeuna vrže granato. Po eksploziji se Roget vrne v tabor, a drugemu vojaku, naddesetniku Parisu (Ralph Meeker), radovednost ne da miru. Samovoljno se odpravi proti mestu eksplozije in tam odkrije Lejeunovo truplo. Preko trupla začudeno ugotovi, da ga niso usmrtili nemški vojaki, kot je Roget domneval, temveč kar Rogetova granata. Ob vrnitvi v tabor Paris s tem spoznanjem sooči Rogeta, ki pa zavrne vsakršno svojo malomarnost in Parisovo poročilo označi za neresnično.
Kmalu se prične napad na nemške položaje, začenši s prvim valom vojakov pod vodstvom polkovnika Daxa. Ta val konča katastrofalno, saj kljub velikim izgubam noben vojak ne prodre do nemških položajev. Za še večji polom poskrbi drugi val vojakov, ki niti ne zapusti jarkov zavoljo intenzivnega sovražnega ognja. Nad izkupičkom Mireau seveda pobesni in ukaže svojemu topništvu, da naj začne streljati na lastne položaje. Artilerijski poveljnik njegov ukaz večkrat zapored zavrne, rekoč da želi v roke dobiti pisno potrditev ukaza. V vmesnem času se Dax že vrne v jarke in poskusi svoje može prepričati, da le krenejo iz jarkov. Ko spleza ven proti bojnemu polju, s čimer skuša dati zgled ostalim, nanj pade truplo umikajočega vojaka in nenadoma spozna, da se je napad popolnoma izneveril. Mireau je zavoljo razpleta ogorčen in želi v jezi 100 vojakov pod obtožnico strahopetnosti poslati pred vojaško sodišče, z možno smrtno kaznijo. Broulard Mireauja omehča in ga prepriča, da na sodišče namesto 100 pošlje le 3 može, po enega iz vsake tretjine regimenta.
Trije nesrečniki postanejo poddesetnik Ferol (Timothy Carey), poddesetnik Arnaud (Joe Turkel) ter naddesetnik Paris. Parisa namesto žreba kar lastnoročno izbere poročnik Roget, Ferola izberejo, ker je v družbi nezaželen, Arnaud pa je izbran po žrebu, čeprav si je s predhodnim služenjem prislužil dve odlikovanji za pogum. Dax je tako nad obtožnico kot nad izbiro obtožencev zgrožen in se javi za njihovega odvetnika, saj je bil to tudi njegov civilni poklic. Sojenje pred vojaškim sodiščem se izkaže za navadno farso, saj vodja sojenja večkrat zapored prekrši vse pravice obtožencev. V svojem zaključnem govoru Dax izzove verodostojnost sodišča in prosi za milost z besedami: »Gospodje sodišča, spoznati te može za krive bi bil zločin, ki vas bo preganjal do smrti.« Vse tri obtožence vseeno spoznajo za krive ter jih obsodijo na smrt pred strelskim vodom.
Daxa razplet močno razočara. Kasneje tistega dne Paris izda Daxu razlog, zakaj ga je Roget izbral. Dax tako Rogeta izbere za vodjo strelskega voda. Roget v grozi protestira, a ga Dax ne upošteva ter odpošlje ven iz svojih prostorov. Hkrati z Rogetovim odhodom k Daxu prispe stotnik Rousseau, topniški poveljnik, ki je med napadom zavrnil Mireaujev ukaz za obstreljevanje lastnih položajev. Dax spozna, da je to morebiti njegova zadnja priložnost, da može reši pred smrtjo. Odpravi se h generalu Broulardu, ki ga zmoti sredi plesa, namenjenega višjim poveljnikom. Vnovič ga prosi, da prekliče razsodbo vojaškega sodišča, a Broulard odkloni in odide. Ko skoraj že zapusti sobo in se vrne na ples, mu Dax prenese informacijo o Mireaujevem ukazu za obstreljevanje lastnih položajev, kot mu jo je poprej povedal stotnik Rousseau. Čeprav to ugotovitev podkrepi s podpisanimi izjavami štirih udeležencev, Broulard ne popusti in Daxa odslovi.
Naslednje jutro može močno zastražene privedejo pred strelski vod. Arnaud je prejšnji večer med obiskom duhovnika izgubil živce in se spustil v pretep s Ferolom, tako da ga na usmrtitev prinesejo kar v nosilih. Pred smrtjo ga nato eden od stražarjev uščipne v lica, tako da se zbudi iz nezavesti, a le za trenutek. Roget se Parisu še opraviči za svoje dejanje, kar pri Parisu izzove dvoumen odziv. Vsi trije možje naposled padejo pod streli. Po usmrtitvi sledi prizor, ko Broulard zajtrkuje z Mireaujem. V sobano na Broulardovo povabilo vstopi Dax in skupaj Mireauja soočita z dejstvom, da bodo odprli preiskavo o njegovem spornem ukazu. Mireau zavrne vsakršno namigovanje o svoji napaki in sebe označi za nedolžnega grešnega kozla ter užaljen odide. Broulard nato Daxu ponudi Mireaujevo mesto, saj je menil, da si je Dax napredovanje obetal že vse od začetka. Dax ga jezno zavrne, tako da ga Broulard označi za nepopravljivega idealista. Dax nato izjavi, da se mu Broulard smili, ker ne ve, kaj je storil narobe, in odide.
Film se zaključi v kavarni. Tam se namreč zbere celoten regiment, ki glasno pozdravi nastop nemške mladenke, ki zbranim zapoje nemško narodno pesem »Das treue Husar.« Može njen nastop gane, tako da prenehajo žvižgati in piskati ter ji zbrano prisluhnejo. Ko Dax zasliši njen glas na ulico, se približa kavarni in preveri, kaj se dogaja. Zatem do njega pride Roget in mu sporoči, da se mora regiment nemudoma vrniti na fronto. Dax tako Rogetu naroči, da naj da možem še nekaj minut pred odhodom, ter se z užaloščenostjo na obrazu vrne v svoje prostore.

## Igralska zasedba
| - Kirk Douglas - polkovnik Dax - Ralph Meeker - naddesetnik Philippe Paris - Adolphe Menjou - generalmajor George Broulard - George Macready - brigadir Paul Mireau - Wayne Morris - poročnik Roget - Richard Anderson - major Saint-Auban - Joe Turkel - poddesetnik Pierre Arnaud - Christiane Kubrick - nemška pevka - Jerry Hausner - lastnik kavarne | - Peter Capell - uvodni pripovedovalec in vodja vojaškega sodišča - Emile Meyer - oče Dupree - Bert Freed - narednik Boulanger - Kem Dibbs - poddesetnik Lejeune - Timothy Carey - poddesetnik Maurice Ferol - Fred Bell - žrtev post-travmatskega sindroma - John Stein - stotnik Rousseau (topniški poveljnik) - Harold Benedict - stotnik Nichols (topniški oglednik) |

## Sprejem
Film so javnosti prvič predstavili januarja 1958 v Münchnu in Los Angelesu. V finančnem smislu se je izkazal dokaj povprečno, a je zato Kubrick na zelo ugodne odzive s strani filmskih kritikov.
Premiera filma in nemoteno predvajanje v kinematografih po Evropi so po izidu naletela na veliko neodobravanje aktivnega in upokojenega vojaškega osebja. Slednji so bili nad načinom upodobitve francoske vojske ogorčeni in so po bruseljski premier po filmu zavzeto udrihali (četudi je film sicer naletel na dober sprejem). Filma v nasprotju z urbano legendo v Franciji niso prepovedali. Francoska vlada je na evropskega distributorja, podjetje United Artists, vseeno vršila velik pritisk preko svojih diplomatskih kanalov in ga je skušala prisiliti v odpoved predvajanja. Filma posledično odgovorni niso predali francoskim kritikom v presojo in v Franciji so ga naslednjič predvajali šele leta 1975, ko se je moralna norma spremenila. V Nemčiji so premiero povlekli za dve leti, saj se niso želeli zaplesti v kakršne koli napetosti v odnosih s Francijo. Uradno cenzuro je film doživel še v Španiji s strani vlade Francisca Franca in zavoljo njegove protivojne tematike so ga v Španiji izdali šele leta 1986, 11 let po Francovi smrti.
Pri Britanski akademiji za film in televizijo (BAFTA) so Steze slave nominirali za njihovo bafto za najboljši film, a je nagrado prejel Most na reki Kvaj Davida Leana. Film je zato prejel častno nagrado na podelitvi finskih oskarjev, jussijev. Leta 1959 so film nominirali tudi za nagrado Ameriškega združenja scenaristov, a tudi te nagrade ni prejel.
Na blu-ray zbirki filmskih klasik je producent James B. Harris izjavil, da je prvotni scenarij vseboval drugačen, »srečen konec.« Ustvarjalci so se nato odločili, da ohranijo integriteto filma, in so konec spremenili. Harris je spremembo spravil mimo distributorjev tako, da jim je v vpogled poslal celoten scenarij, namesto zgolj zaključka, saj je vedel, da bodo prezaposleni, da bi šli znova brat celoten scenarij. Ko so si nato v podjetju United Artists prvič ogledali film, jih je izdelek navdušil in so tudi konec pustili enak - »nesrečen.«
V času produkcije je Douglas doživljal veliko negativne publicitete in finančne izgube, ker je sploh sprejel svojo vlogo v takem filmu. Vseeno je vztrajal in film so dokončali in izdali.
Film danes na spletni strani Rotten Tomatoes drži na podlagi 39 ocen odličen odstotek - 93%. Kritik časnika Chicago Sun-Times Roger Ebert je film 25. februarja 2005 dodal na svoj seznam »Veliki filmi.« Gene Siskel je v nekem delu oddaje Siskel And Ebert's At The Movies (Siskel in Ebert o filmih), v kateri sta govorila o filmih Stanleyja Kubricka, Steze slave označil za enega njegovih najljubših filmov vseh časov in za »skoraj« tako dobrega kot Kubrickov Dr. Strangelove (ki ga je prepoznal za svoj najljubši film).

## Popularna kultura
V BBC-jevi humoristični nanizanki Blackadder Goes Forth so v epizodi »Corporal Punishment« satirizirali nekatere sodne prizore iz Stez slave.
Steze slave je prav tako naslov strateške namizne igre s kartami o prvi svetovni vojni v Evropi in na Bližnjem Vzhodu. Igro je razvil Ted Raicer, na prodajnih policah pa jo je zastopalo podjetje GMT Games. »Steze slave« (»Paths of Glory«) je prav tako naslov desete skladbe z albuma Album of the Year ameriške rock skupine Faith No More. Tesktopisec in pevec skupine, Mike Patton, je namreč velik oboževalec Stanleyja Kubricka, na čigar delo se opira več skladb in videospotov skupine.
Stvaritelj uspešne televizijske nanizanke Skrivna naveza, David Simon, je izjavil, da je pri rojstvu ideje o seriji ključno vlogo odigral prav film Steze slave. Največji vpliv filma se v nadaljevanki kaže v prikazu tegob »srednjega razreda,« kot se je Dax neuspešno zavzel za svoje čete proti nečloveškim ambicijam svojih nadrejenih. V Skrivni navezi se ta element kaže predvsem v prikazih različnih institucij, ki delujejo zoper posameznike.
Epizoda »Yellow« ameriške televizijske nanizanke Zgodbe iz grobnice je povzela zgodbo filma. V epizodi so nastopili Kirk Douglas, Eric Douglas, Dan Aykroyd in Lance Henriksen. Kirk Douglas je odigral vlogo generala Ameriških ekspedicijskih sil, čigar sinu (Eric Douglas) sodijo na vojaškem sodišču pod obtožnico strahopetnosti po izvidniški misiji v jarkih. Vlogo polkovnika Daxa je prevzel Aykroyd, medtem je smrtno ranjenega vojaka, ki priča proti sinu, upodobil Lance Henriksen.

## Ohranitev in obnova
Leta 1992 je Kongresna knjižnica, raziskovalna knjižnica ameriškega Kongresa, Steze slave prepoznala zavoljo »kulturnega, zgodovinskega in/ali estetskega pomena« in ga dodala na spisek filmov, namenjenih za ohranitev v ameriškem Narodnem filmskem registru. Oktobra in novembra 2004 je film Britanski filmski institut vrnil na velika platna, ko ga je predvajal v sklopu Londonskega filmskega festivala. V nekaj letih so tako film pazljivo predelali, saj so bili nekateri elementi prvotnega filma poškodovani. Pri svojem delu so bili restavratorji uspešni, saj so ob pomoči nekaterih modernih digitalnih studijev iz Los Angelesa filmski trak v celoti obnovili in ga predelali za potrebe modernih kinematografov. Prav tako so Kubrickovo vdovo Christiane (ki se v filmu pojavi v samem zaključku kot nemška pevka) počastili z gostujočo vlogo, na pričetku filma.